# 1925 ve fotografii

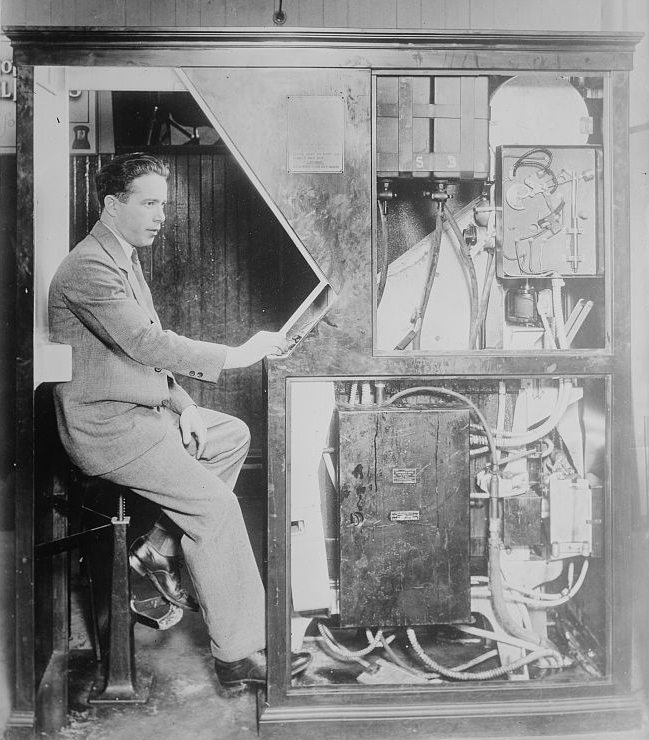
Vynálezce Anatol Josepho ve svém fotoautomatu Photomaton, asi 1927

Tento článek obsahuje významné fotografické události v roce 1925.

## Události

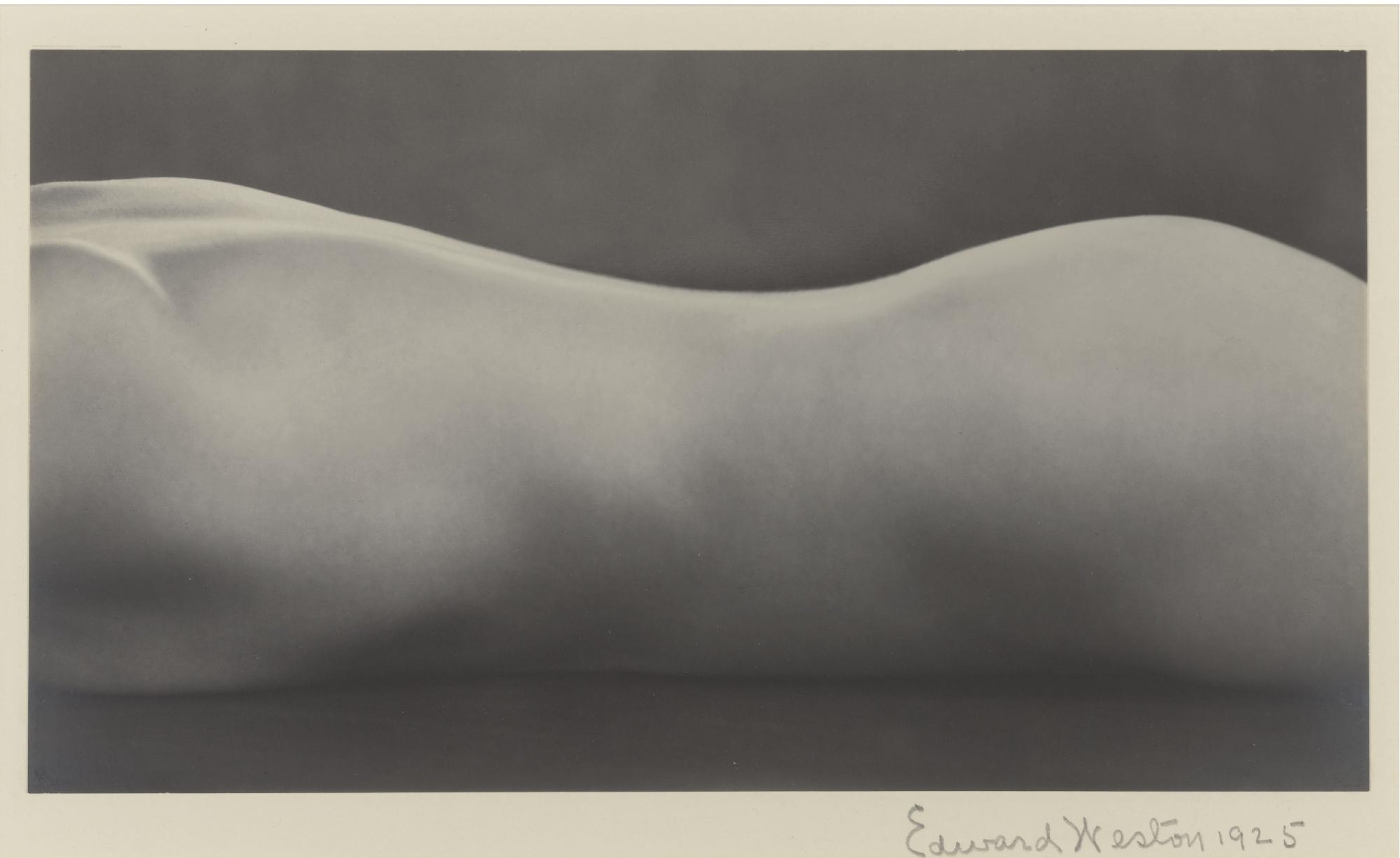
Edward Weston pořídil fotografii Akt, 1925

- Podzim – Alfred Stieglitz a Georgia O'Keeffe se odstěhovali do bytu v horním patře v hotelu Shelton Towers v New Yorku, odkud začali fotografovat a malovat výhledy. Tento rok také Stieglitz začal pracovat na cyklu Equivalents (Ekvivalenty), sérii abstraktních fotografií mraků.[1]
- Anatol Josepho si registroval patent na fotoautomat Photomaton.
- Edward Weston pořídil fotografii Akt, 1925

## Narození v roce 1925
- 5. ledna – Stefan Paszyc, polský fotochemik, akademik a profesor chemie († 12. ledna 2022)[2]
- 16. ledna – Naomi Rosenblumová, americká historička umění, specialistka na fotografii, autorka dvou knih o historii fotografie A World History of Photography a A History of Women Photographers († 19. února 2021)
- 19. ledna – William Seaman, americký fotograf a držitel Pulitzerovy ceny za fotografii  († 6. prosince 1997)
- 10. března – Ed van der Elsken, nizozemský fotograf († 1990)
- 13. března – Jane Bownová, britská portrétní fotografka († 21. prosince 2014)
- 25. března – Eva Grantová, řecko-britská glamour fotografka tureckého původu, která pracovala v glamour průmyslu, kterému dominovali muži v 50. a na počátku 60. let 20. století († 22. ledna 2025)
- 9. dubna – Art Kane, americký fotograf († 3. února 1995)
- 18. dubna – Suzanne Heldová, francouzská novinářka, fotografka a reportérka, specialistka na Orient († 10. května 2022)
- 21. dubna – Ed Feingersh, americký fotograf, portrétoval Marilyn Monroe († 1961)
- 15. května – Ralph Eugene Meatyard, americký fotograf († 7. května 1972)
- 16. května – Rae Russelová, americká fotografka specializovala se na fotožurnalistiku a rodinné portréty, členka newyorské organizace Photo League († 17. října 2008)
- 17. května – Paolo Di Paolo, italský fotograf, publikoval portréty a reportáže v časopisech, hlavně v magazínu Il Mondo († 12. června 2023)
- 25. května – Arnold Odermatt, švýcarský policejní fotograf († 19. června 2021)[3]
- 30. června – Zora Plešnar, slovinská fotografka († 24. března 2021)
- 13. července – Suzanne Daveau, francouzsko-portugalská fotografka
- 23. července – Burt Glinn, americký fotograf († 9. dubna 2008)
- 1. srpna – Mario Giacomelli, italský fotograf († 25. listopadu 2000)
- 6. srpna – Gérard Castello-Lopes, portugalský fotograf († 12. února 2011)
- 10. srpna – Jean Péraud, francouzský válečný fotograf († 1. července 1954)
- 6. září – Mariana Yampolsky, mexicko-americká fotografka, cestovatelská fotografie a dokumentární tvorba o mexických venkovských oblastech († 3. května 2002)
- 7. září – Ronni Solbertová, americká umělkyně, fotografka a spisovatelka, známá především jako ilustrátorka knih (†  9. června 2022)
- 12. září – Milan Borovička, český amatérský fotograf výhradně ženských portrétů a aktů († 1. února 2011)
- 13. září – Jean Mohr, švýcarský fotograf († 3. listopadu 2018)
- 13. září – Bjørn Winsnes, norský fotograf († 25. listopadu 2012)
- 10. října – Milada Einhornová, česká fotografka († 25. listopadu 2007)
- 18. října 1925 – Paul Vathis, americký fotoreportér, který celkem 56 let fotografoval pro Associated Press († 10. prosince 2002)
- 2. listopadu – Claire Aho, finská fotografka, průkopnice finské barevné fotografie († 29. listopadu 2015)
- 5. listopadu – Marilyn Staffordová, britská fotografka amerického původu († 2. ledna 2023)
- 15. listopadu – Neal Boenzi, americký fotožurnalista, který pracoval pro New York Times († 3. dubna 2023)
- 25. listopadu – Tazio Secchiaroli, italský fotograf († 24. července 1998)
- 30. listopadu – Vojtěch Jasný, český scenárista, filmový režisér a fotograf († 16. listopadu 2019)
- 18. prosince – John Szarkowski, americký fotograf, kurátor, historik a kritik († 2007)
- 21. prosince – Lennart Olson, švédský fotograf a filmař († 14. května 2010)
- ? – Rigmor Mydtskovová, dánská dvorní fotografka známá portréty umělců dánských divadel, a především mnoha portréty královny Markéty a dalších členů dánské královské rodiny (23. května 1925 – 15. února 2010)
- ? – Zdeněk Virt, český fotograf, pedagog na FAMU, zabýval se také malbou, grafikou, plakáty a ilustracemi (2. listopadu 1925 – 30. května 2008)
- ? – František Veselý, český lékař–neurolog a fotograf (8. listopadu 1925 – 12. února 2013)

## Úmrtí v roce 1925
- 30. března – Paul Sinner, německý fotograf (* 17. července 1838)
- 6. dubna – Alexandra Kitchin, dětská modelka Lewise Carrolla (* 29. září 1864)
- 22. dubna – Ecu Kadžima, japonská gejša a modelka fotografa Seibeie Kadžimy (* 20. listopadu 1880)
- 25. dubna – Carlo Brogi, italský fotograf (* 1850)
- 5. června – Jules Jacot-Guillarmod, švýcarský lékař, horolezec, objevitel a fotograf (* 24. prosince 1868)
- 10. června – Marie Gleditschová, norská portrétní fotografka, působila v Christianii asi od roku 1895 až do roku 1905 (* 1860)
- 29. června – Julie Laurbergová, dánská portrétní a dvorní fotografka v Kodani, spolupracovala s Franziskou Gadovou (* 7. září 1856)
- 7. července – Clarence Hudson White, americký fotograf (* 8. dubna 1871)
- 7. července – Romualdo Moscioni, italský fotograf (* (17. března 1849)
- 18. července – Efrajim Moses Lilien, secesní ilustrátor, fotograf a německý secesní rytec (* 23. května 1874)
- 4. srpna – Caroline von Knorring, švédská fotografka (* 6. října 1841)
- 10. října – Mary Carnellová, americká fotografka a klubistka (* 21. prosince 1861)
- 5. prosince – F. W. Micklethwaite, kanadský fotograf (* 13. března 1849)
- 15. prosince – Charles Vapereau, francouzský učitel a fotograf (* 15. února 1847)
- 17. prosince – Mariano Moreno García, španělský fotograf (* 25. března 1865)
- ? – John Karl Hillers, americký fotograf (* 1843)
- ? – Mollie Fly, americká fotografka (* 1847)

## Významná výročí

### Sté výročí narození
- 4. února – Celestino Degoix, italský fotograf († po roce 1885)
- 10. února – James Wallace Black, americký fotograf († 5. ledna 1896)
- 5. března – Joseph Albert, německý fotograf a vynálezce († 5. května 1886)
- 20. dubna – Antonín Řehula, český malíř a fotograf († 10. června 1864)
- 23. dubna – Georges Penabert, francouzský fotograf působící v Paříži, New Yorku, Filadelfii, Madridu a na Kubě († 27. prosince 1903)
- 25. dubna – Antoinette Bugette, francouzská fotografka († 3. října 1902)
- 4. května – Augustus Le Plongeon, britský fotograf, archeolog, antikvariář, cestovatel a spisovatel († 13. prosince 1908)
- 4. května – Auguste Reymond, švýcarský fotograf († 22. července 1913)
- 10. května – Heinrich Tønnies, dánský fotograf († 11. prosince 1903)
- 17. května – Louis Charles Raoul Vernay, hrabě z Vernay, francouzský fotograf, dvorní fotograf španělské královské rodiny, autor prvních dochovaných fotografií býčího zápasu ve Španělsku († 25. února 1871)
- 21. května – Jan Umlauf, český akademický malíř a fotograf († 9. ledna 1916)
- 11. června – Jan Maloch, český malíř, fotograf a entomolog († 15. ledna 1911)
- 20. června – Jules Beck, švýcarský fotograf vysokohorských oblastí († 16. ledna 1904)
- 2. července – Gabriel Loppé, francouzský malíř, fotograf a horolezec († 19. května 1913)
- 31. července – Luis Léon Masson, francouzský fotograf († 4. dubna 1882)
- 25. srpna nebo 26. srpna – Adrien Tournachon, francouzský fotograf († 24. ledna 1903)
- 27. srpna – Émile Reutlinger, francouzský fotograf († 9. srpna 1907)
- 2. prosince  – Jules de Laurière, francouzský archeolog a fotograf († 3. října 1894)
- 7. prosince – Hippolyte Jouvin, francouzský fotograf a vydavatel stereoskopických fotografií, průkopník v oblasti hlubotisku a jeden z prvních, kteří použili mokrý kolodiový proces († 3. srpna 1889)
- ? – Kameja Tokudžiró, japonský fotograf († 1884)
- ? – Francis Seth Frost, americký malíř a fotograf († 1902)
- ? – Antonio Beato, italský fotograf († 1905)
- ? – Edmund David Lyon, britský fotograf a sloužil v britské armádě. Fotografoval na více než 100 archeologických nalezištích v Indii († 1891)